# إعلان مرتفعات قره باغ

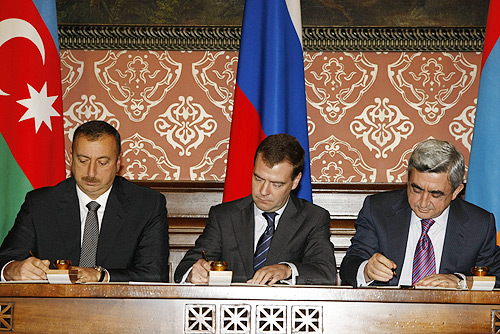
رؤساء أذربيجان وروسيا وأرمينيا إلهام علييف وديمتري ميدفيديف وسيرج سركسيان لحظة التوقيع على إعلان مرتفعات قره باغ

إعلان مرتفعات قره باغ (بشكل أكثر رسمية، إعلان جمهورية أذربيجان وأرمينيا والاتحاد الروسي )، الموقع في 2 نوفمبر 2008 في قلعة مايندورف [الإنجليزية] في منطقة موسكو ، هو إعلان رئيسا أذربيجان وأرمينيا عن عزمهما "المساهمة في وضع أكثر صحة في جنوب القوقاز وإرساء الاستقرار والأمن الإقليميين من خلال تسوية سياسية لصراع مرتفعات قره باغ على أساس مبادئ وقواعد القانون الدولي والمعتمدة في إطار القرارات والوثائق".
وأكد مجددا أهمية مواصلة جهود الوساطة التي تقوم بها مجموعة مينسك التابعة لمنظمة الأمن والتعاون في أوروبا في ضوء وثيقة مدريد المؤرخة 29 تشرين الثاني/نوفمبر 2007 والمناقشات اللاحقة.
وتوصل الطرفان إلى اتفاق "يقضي بالتوصل إلى تسوية سلمية يجب أن تكون مصحوبة بضمانات دولية ملزمة قانونا بجميع جوانبها ومراحلها".
وبحسب الرئيس الروسي المشارك لمجموعة مينسك التابعة لمنظمة الأمن والتعاون في أوروبا ، يوري ميرزلياكوف [الإنجليزية] ، فإن القيمة الأساسية للإعلان هي أنه كان الأول منذ عام 1994، الذي اتفق عليه في تسوية نزاع قره باغ، وأُبرم "مباشرة بين الطرفين المتنازعين". 

## روابط خارجية
- نص الإعلان باللغة الروسية